# Ayla Yildiz

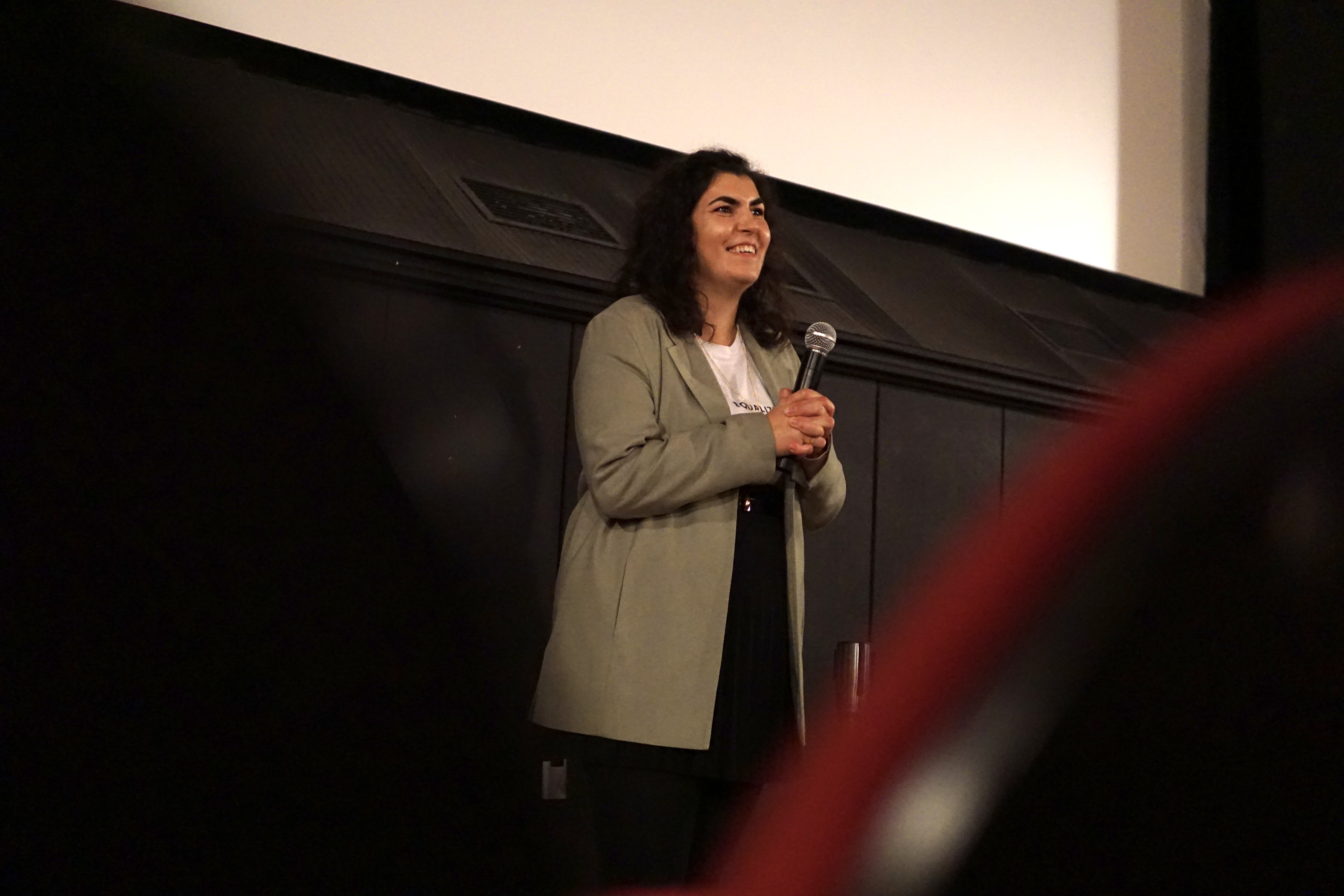
Ayla Yildiz 2023 bei einer Kinoaufführung ihres Dokumentarfilms Me Time

Ayla Yildiz (* 1991 in Wuppertal) ist eine deutsche Dokumentarfilmerin, gelernte Multimedia-Redakteurin und Begründerin der Filmproduktionsfirma ay film. Ihr Kinodebüt feierte sie 2022 mit dem in Eigenproduktion gefertigten Dokumentarfilm Me Time über kinderfreies Leben, Erwartungen an Mütter und Regretting motherhood (Bereuen der Mutterschaft).

## Leben und Werk
Yildiz verbrachte ihre Kindheit und Jugendzeit in ihrer Heimatstadt Wuppertal. Bereits in jungen Jahren entwickelte sie ein starkes Interesse am Drehen von Filmen. Als sie mit dem Medienprojekt Wuppertal in Berührung kam, erhielt sie erstmals die Möglichkeit, eigenständig im professionellen Rahmen Kurzfilme und Dokumentationen zu produzieren.
2012 zog sie nach Bonn, wo sie ein Studium der Kunstgeschichte und English Studies begann und nebenberuflich für Uni-Bonn TV arbeitet. Währenddessen produzierte sie eigene Kurzfilme, die ausgezeichnet wurden, wie Das Herz vergisst nicht oder Die weiße Dame. Zu Beginn ihrer Selbständigkeit gehörte schon die Nichtregierungsorganisation World Vision e.V., für die sie einen Imagefilm drehte, zu ihren Auftraggebern. Um ihr journalistisches Wissen zu verbessern, absolvierte sie ein Bild- und Multimedia-Volontariat bei der Funke Mediengruppe in Essen. Gleich darauf gründete sie das Medienunternehmen ay film und arbeitet seitdem als freie Mitarbeiterin für diverse Medienunternehmen.
Die Filme von Ayla Yildiz widmen sich gesellschaftlich relevanten, politischen Fragen. Sie beleuchtet unterschiedliche kulturelle Perspektiven, setzt sich für gesundheitliche Aufklärung ein und hinterfragt Gesellschaftsnormen. 2015 begleitete sie beispielsweise für ihre Reportage I call it foodge Aktivisten, die sich gegen Lebensmittelverschwendung einsetzen.

### Me Time: Ein Kinodokumentarfilm über kinderfreies Leben und Erwartungen an Mütter
2022 veröffentlichte sie in Selbstproduktion den Kinodokumentarfilm Me Time. Der Film handelt von kinderfreiem Leben, Erwartungen an Mütter und dem Gesellschaftsdruck, Kinder zu bekommen. Dafür porträtierte Yildiz das Leben von sechs Protagonisten, die offen über persönliche Erfahrungen zu Themen wie Schwangerschaftsabbruch, ungewollter Schwangerschaft, Sterilisation, kinderfreiem Leben und Regretting Motherhood sprechen.
Der Film war mehrfach auf Kinotour in Deutschland und Österreich, unter anderem in Kooperation mit der Heinrich-Böll-Stiftung oder als Teil der Aktion 16 Tage gegen Gewalt an Frauen der Frauenreferentin in Klagenfurt. Yildiz wurde für die Dokumentation als Best Director beim Berlin Indie Film Festival ausgezeichnet.
Ayla Yildiz lebt und arbeitet in Bonn.

## Filmografie (Auswahl)
- 2011: Allein die Luft ist umsonst
- 2012: Kalp unutmaz – Das Herz vergisst nicht
- 2013: Die weiße Dame
- 2015: I call it foodge – just as tasty, just as good
- 2022: Me Time

## Auszeichnungen
- 2011: International Citizen Media Award für Allein die Luft ist umsonst[13]
- 2012: Deutscher Jugendvideopreis und Publikumspreis für Kalp unutmaz – Das Herz vergisst nicht[14]
- 2013: Nationaler Bürgermedienpreis für Die weiße Dame[15]
- 2015: International Citizen Media Award für I call it foodge[16]
- 2023: Best Director – Documentary des Berlin Indie Film Festivals für Me Time[17]
- 2023: Best Cinematography in a feature film des New York International Women Festivals für Me Time[18]